# Charing Cross Road
Charing Cross Road je ulice v londýnském obvodu Westminster. Vede od Trafalgar Square do St Giles' Circus. Jméno ulice získala po památníku na Charing Cross, který nechal postavit Eduard I. na památku své manželky Eleanory Kastilské.
Ulice je známá svými specializovanými knihkupectvími a antikvariáty. V úseku mezi stanicí metra Leicester Square a Cambridge Circus sídlí známá knihkupectví například Zwemmer's (knihy o umění) a Murder One (detektivky). Většina těchto obchodů sídlí na přízemí domů, které vlastní stavební asociace a tyto společnosti v roce 2001 znatelně zvýšily nájemné. To vedlo k tomu, že některé společnosti své obchody uzavřely a některé antikvariáty se přestěhovaly k Cecil Court.
Blíže ke Cambridge Circus se nacházejí obchody s širším sortimentem zboží například Borders, Blackwell's a Foyles. Známé jsou také obchody s hudebním sortimentem na Denmark Street. Na Charing Cross Road se nachází i hudební sál Astoria a St Martin's Arts College a socha Edith Cavellové.